# Malcolm Campbell
Pour les articles homonymes, voir Campbell.

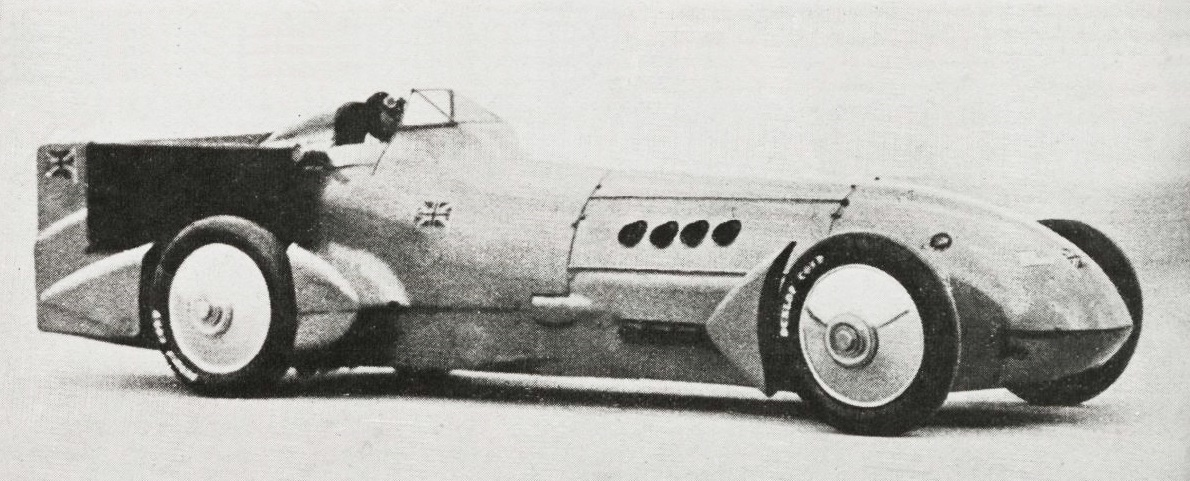
La Blue Bird II 875CV du capitaine Malcolm Campbell, pour le record du monde de vitesse pure le 19 février 1928 à Daytona Beach (332.992kmh).

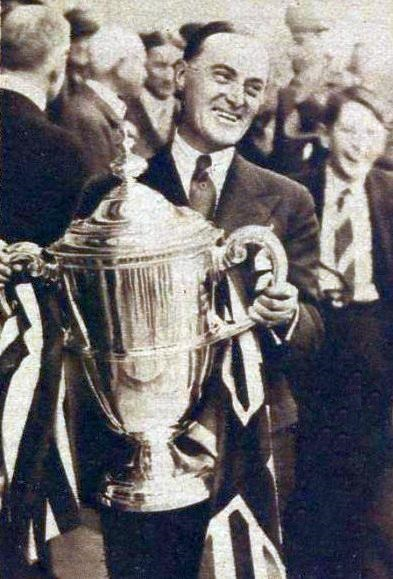
La Coupe de Malcolm Campbell obtenue après son record de vitesse terrestre du 4 février 1927.

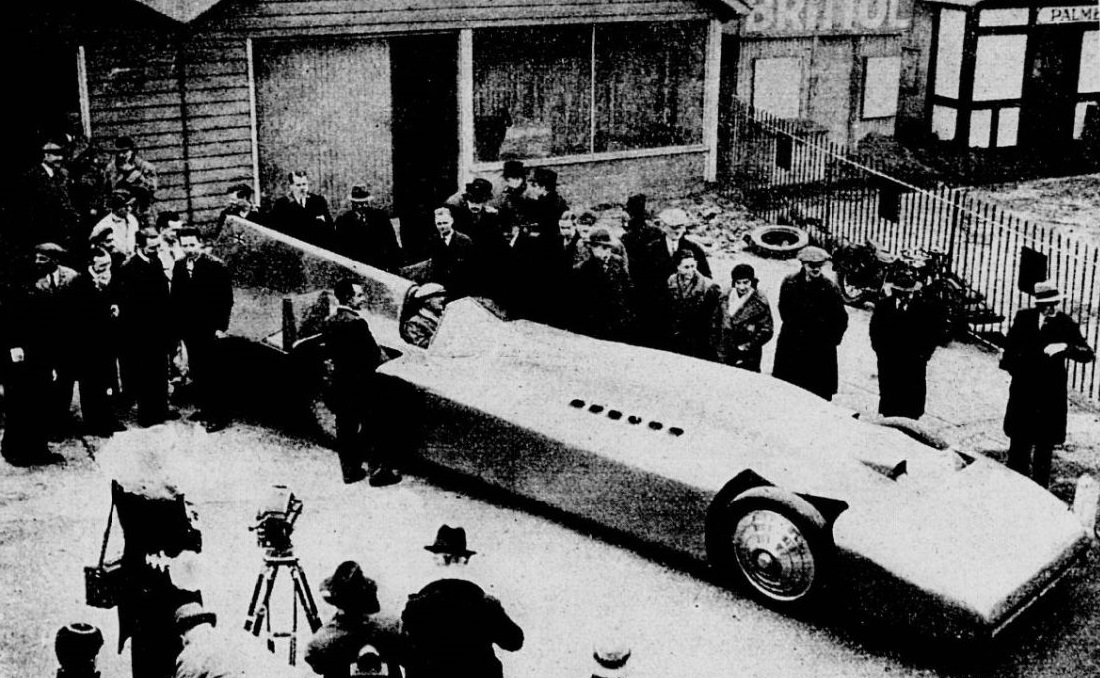
Malcolm Campbell sur Campbell Rolls-Royce Railton 'Blue Bird', lors des préparatifs pour son record mondial de vitesse de mars 1935.

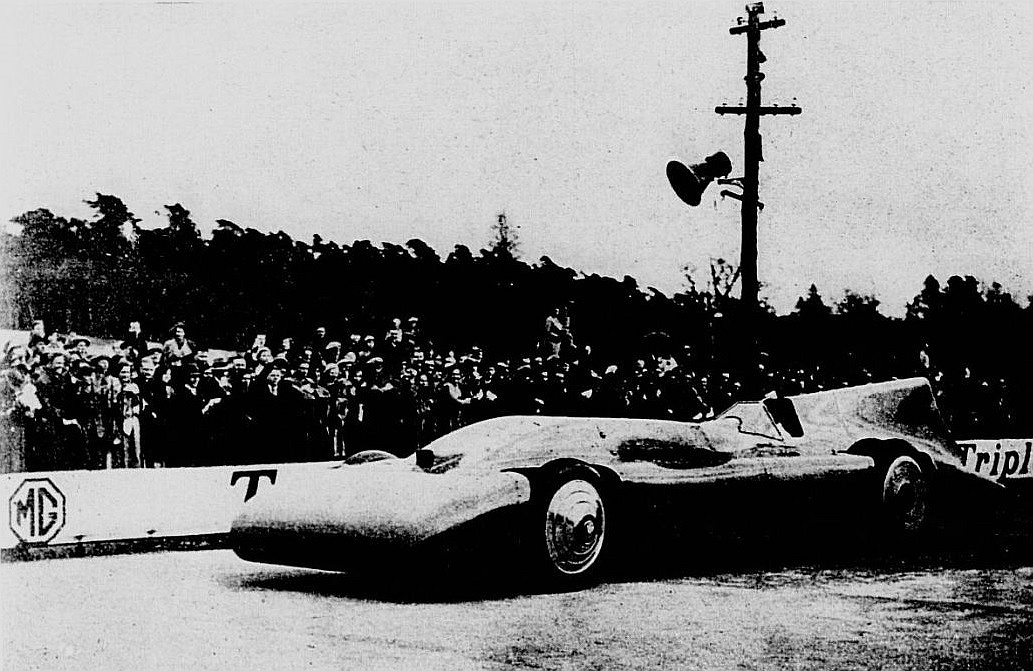
Malcolm Campbell sur Campbell Rolls-Royce Railton 'Blue Bird' en août 1935, peu avant son départ pour Daytona Beach.

Sir Malcolm Campbell (né le 11 mars 1885 à Chislehurst, en ce temps dans le Kent et aujourd'hui dans le Grand Londres, et mort le 31 décembre 1948 à Reigate dans le Surrey) est un pilote automobile britannique qui décrocha de nombreux records de vitesse sur terre et sur mer au cours des années 1920-1930. Son fils, Donald Campbell, perpétua la tradition familiale en améliorant ses records.

## Biographie
Malcolm Campbell est né en 1885 à Chislehurst dans le Kent. Il est l'unique fils de William Campbell, un vendeur de diamants sur Hatton Garden, le quartier londonien des joailliers. Il fait sa scolarité à l'Uppingham School et, en Allemagne, étudie le commerce du diamant. C'est là qu'il acquiert sa passion pour les motos et la course. De retour en Angleterre, il travaille deux ans pour Lloyd's of London sans percevoir de salaire, puis une année de plus pour une livre par semaine.
De 1906 à 1908, il remporte trois fois le London to Lakes End Trials (une course de motos). En 1910, il commence ses premières courses automobiles à Brooklands. Il nomme sa voiture Blue Bird en hommage à la pièce de théâtre L'Oiseau bleu de Maurice Maeterlinck qu'il a vue au Haymarket royal Theatre. Il épouse Marjorie D. Knott en 1913, mais il divorce deux ans plus tard. Il se remarie par la suite avec Dorothy Evelyn Whittall en 1920 à Westminster. Leur fils, Donald, naît en 1921 puis leur fille Jean en 1923.
Campbell sert entre-temps durant la Première Guerre mondiale dans le Queen's Own Royal West Kent Regiment et, dans le Royal Flying Corps de la RAF (durant la guerre il est chargé entre 1940 à 1942 de commander le contingent militaire chargé d'évacuer le roi George VI et sa famille en cas d'invasion allemande sur le territoire britannique).
Il bat le record de vitesse terrestre pour la première fois en 1924 à 235,22 km/h (146,16 mph) à Pendine Sands près de la baie de Carmarthen dans une Sunbeam 350HP V12, maintenant exposée au musée automobile de Beaulieu. Campbell bat en tout neuf records entre 1924 et 1935, dont trois à Pendine Sands et cinq à Daytona Beach. Le 4 février 1927 il établit le record de vitesse sur terre à Pendine Sands, couvrant un kilomètre à 281,447 kilomètres par heure (174,883 mph) et un mile à 280,386 kilomètres à l'heure (174,224 mph), avec une Campbell-Napier Blue Bird (par la moyenne calculée entre deux points joints par aller-retour en moins d'une heure).
En 1927 il remporte le Grand Prix de Boulogne sur Bugatti Type 39A (ainsi qu'en 1928 sur Delage 15-S8) et la Junior Car Club 200 mile race sur Bugatti.
Il est le grand rival de son compatriote Henry Segrave un coureur de Grand Prix (ayant à son actif trois records terrestres homologués), dans un duel à distance que se livrèrent les deux hommes entre 1926 et 1931, l'américain Ray Keech réussissant à leur damer le pion en 1928 sur le lieu même de leurs exploits, à Daytona, alors que J. G. Parry-Thomas devait y laisser la vie en 1927 (l'italien Giulio Foresti ayant failli faire de même à la fin de cette année-là).
Il tente sans succès d'entrer au Parlement de Londres lors des élections générales de 1935, à Deptford comme député du parti conservateur.
Il est l'un des rares recordmen de son temps à être décédé de cause naturelle, à 63 ans.

## Palmarès

### Courses
- 1906, 1907 et 1908 : Londres-Édimbourg (motocyclisme)
- 1913 : 100 miles de Brooklands troisième sur Darracq[2]
- 1924 : 75 Miles Short Handicap d'automne, sur Star à Brooklands
- 1926 : Grand Prix de Grande-Bretagne deuxième sur Bugatti Type 39A (première édition et meilleur classement pour un britannique avant-guerre dans le GP national du championnat international)
- 1927 et 1928 : Junior Car Club 200 miles race (Grand Prix voiturettes), sur Bugatti Type 37A 1,5 l, puis Delage 135B, à Brooklands (Formule libre)
- 1927 et 1928 : Grand Prix de Boulogne, sur Bugatti Type 37A voiture légère (Formule libre), puis Delage (Voiturette)
- 1932 : Mountain Championship, sur Sunbeam Tiger V12-4000

### Records

#### Sur terre
- Le 25 septembre 1924, record de vitesse sur terre à Pendine établi à 235 km/h à bord d'un Sunbeam 350HP
- Le 21 juillet 1925, record de vitesse sur terre à Pendine établi à 242 km/h à bord d'un Sunbeam 350HP
- Le 4 février 1927, record de vitesse sur terre à Carmarthen établi à 281 km/h à bord de la Napier-Campbell Blue Bird
- Le 19 février 1928, record de vitesse sur terre à Daytona établi à 333 km/h à bord de la Napier-Campbell Blue Bird
- Le 25 avril 1929, record de vitesse sur terre sur cinq miles à Verneuk Pan (en) établi à 341 km/h à bord de la Napier-Campbell Blue Bird
- Le 5 février 1931, record de vitesse sur terre à Daytona établi à 395 km/h à bord de la Napier-Campbell Blue Bird II
- Le 24 février 1932, record de vitesse sur terre à Daytona établi à 408,7 km/h à bord de la Napier-Campbell Blue Bird II
- Le 22 février 1933, record de vitesse sur terre à Daytona établi à 438 km/h à bord de la Campbell-Railton Blue Bird
- Le 3 septembre 1935, record de vitesse sur terre à Daytona établi à 482 km/h à bord de la Campbell-Railton Blue Bird

#### Sur l'eau
- Après avoir conçu une version nautique de son Bluebird sur le lac de Tilgate dans Tilgate Park (Crawley), il s'attaqua au record de vitesse aquatique, qu'il détint à quatre reprises. Grâce au Bluebird K4, il réalisa ainsi 228,108 km/h le 19 août 1939, à Coniston Water (Angleterre).

## Galerie d'images chronologiques

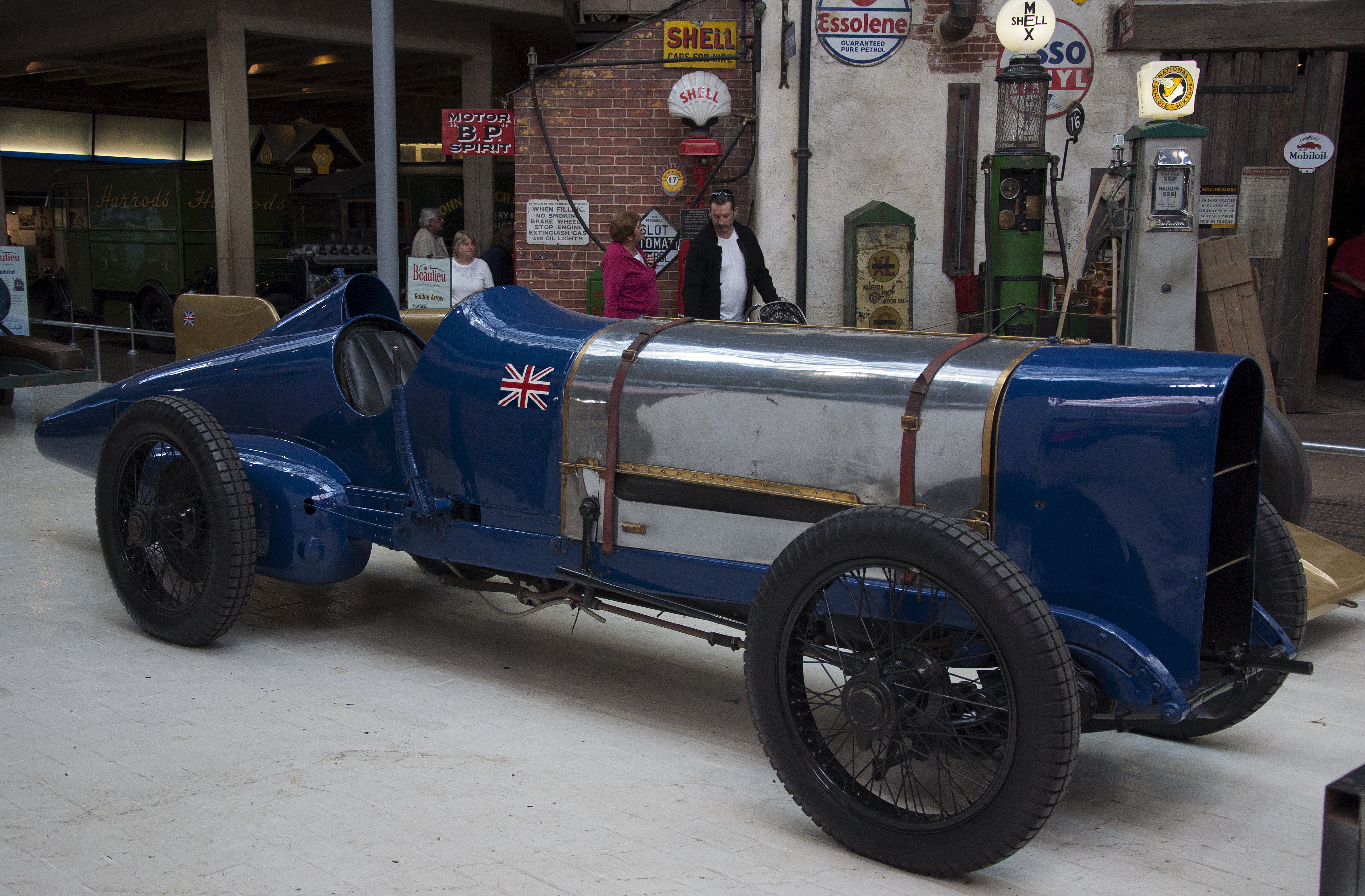
La Blue Bird Sunbeam 350HP des deux premiers records mondiaux en 1924 et 1925 (musée automobile de Beaulieu)
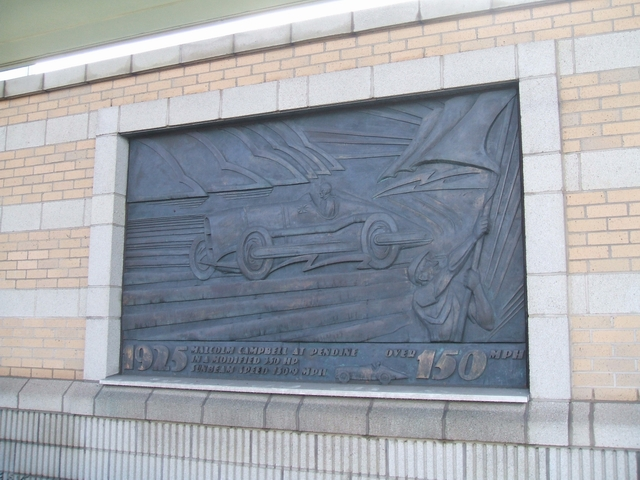
Plaque commémorative du record du 21 juillet 1925 à Pendine, sur Sunbeam 350HP (mur du marché de Saint John's Park's, les Sunbeam étant construites à proximité, dans Wolverhampton)
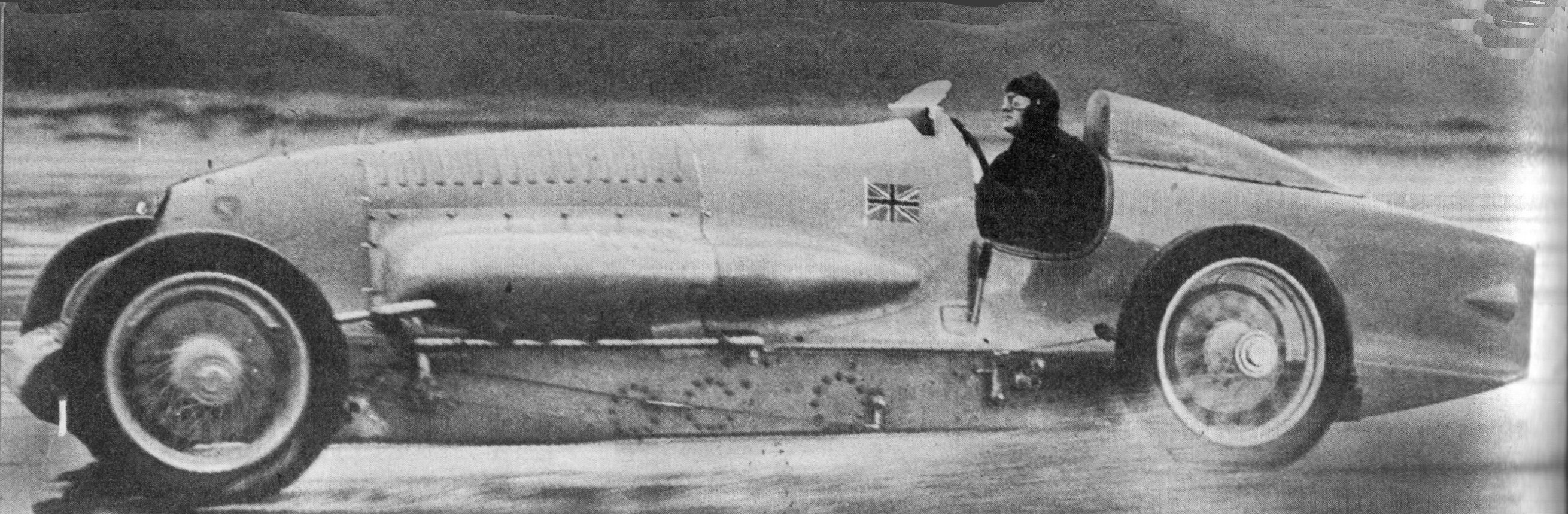
La Blue Bird fin janvier 1927, en vue du troisième record du 4 février à Carmarthen (le premier de la voiture)
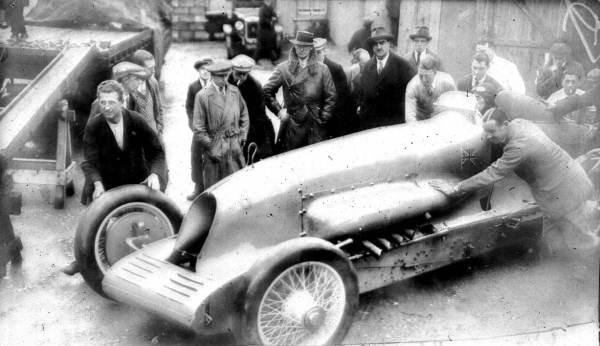
Journée du record de Carmathen
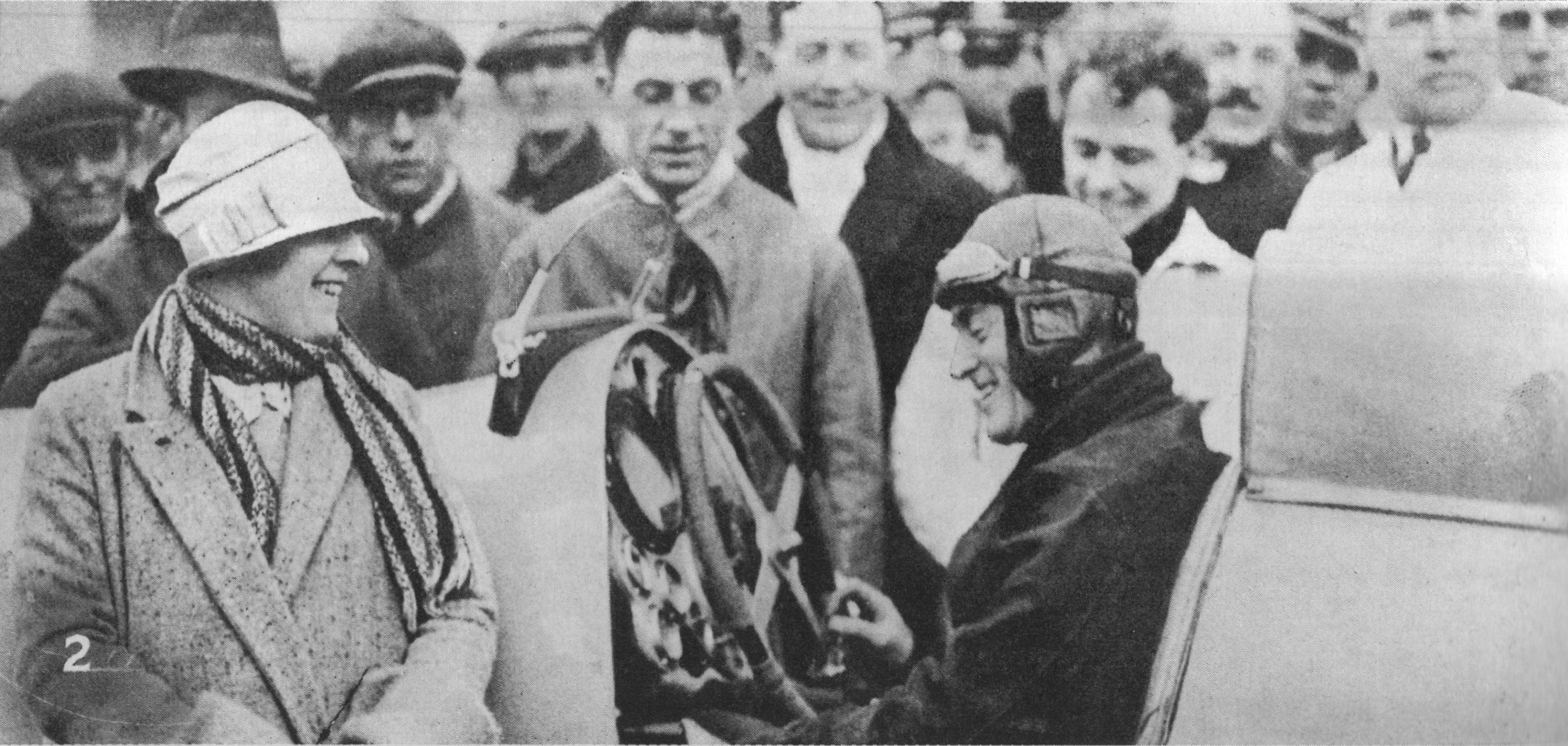
Carmathen 1927: Campbell explique aux spectateurs le fonctionnement de l'engin
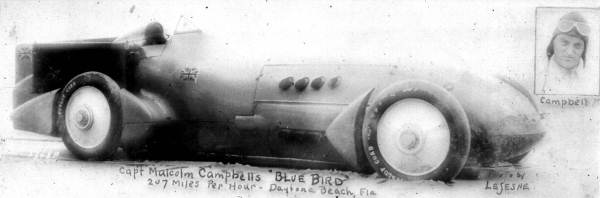
La Blue Bird du record du 19 février 1928 (le premier sur la plage de Daytona)
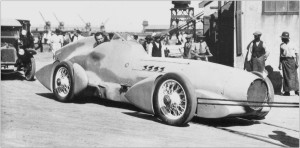
La Campbell-Napier-Arrol Aster Blue Bird au Cap en 1929, pour le record du 25 avril au Verneukpan
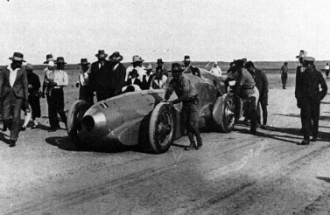
Le Verneuk Pan, une vaste plaine salée au sud de Kenhardt (en)
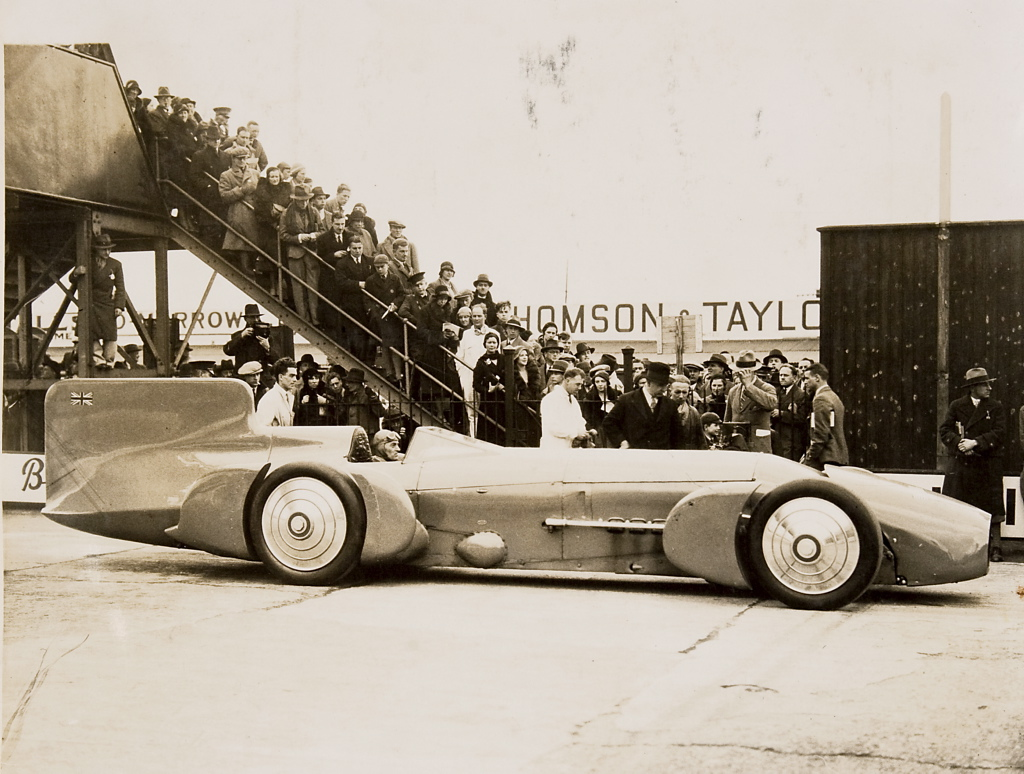
La Campbell-Napier-Railton Blue Bird de Campbell, en 1930
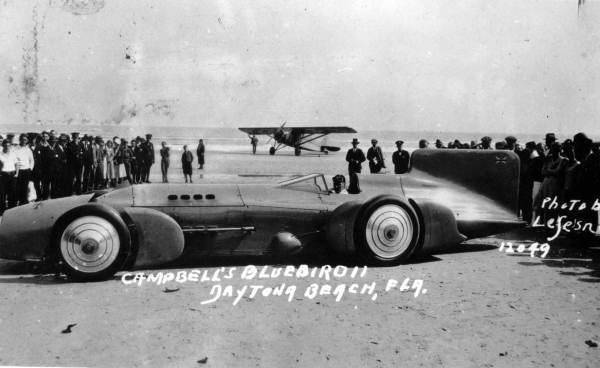
La Blue Bird à Daytona Beach, le 5 février 1931
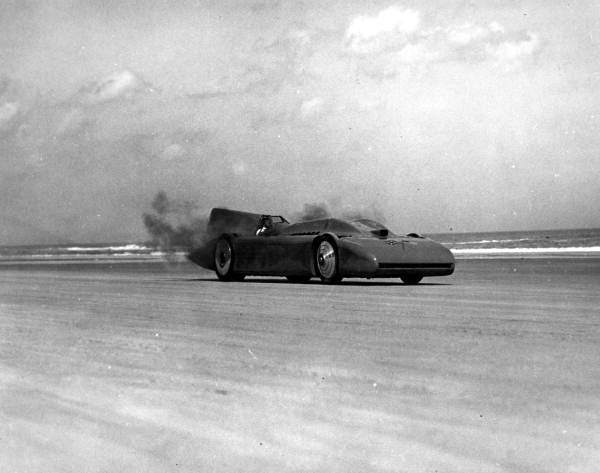
La Campbell-Railton Blue Bird à Daytona Beach, le 3 septembre 1935
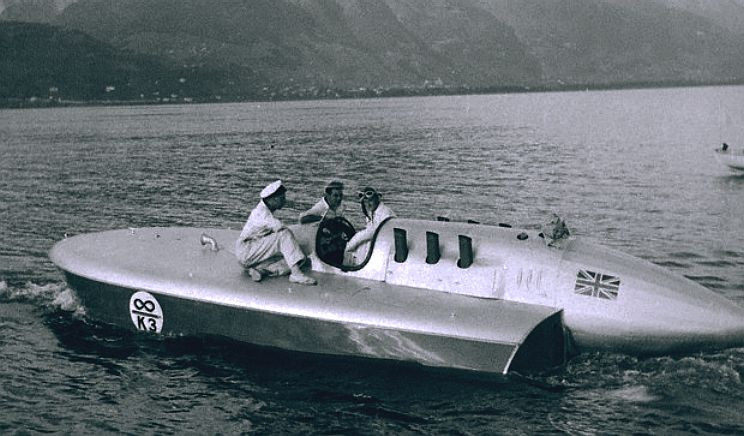
Campbell sur le lac Majeur en 1937 (à bord du Blue Bird K3)

## Distinctions
- Fait chevalier par le roi George V, en 1931 lors d'un banquet organisé en son honneur au Mansion House (Londres) à son retour de Daytona, après le record de 395,474 km/h
- Trophée Segrave (en), en 1933 et 1939
- Création du Circuit Campbell à l'autodrome de Brooklands, inauguré en 1937 par Selwyn Francis Edge
- Temple international de la renommée du sport automobile, en 1990
- Motorsports Hall of Fame of America, en 1994
- Une plaque de l'English Heritage commémore ses exploits et ceux de son fils sur un mur de Canbury School (Kingston Hill, Kingston-upon Thames), lieu où vécut la famille.